# Encephalartos caffer
Encephalartos caffer là một loài thực vật hạt trần trong họ Zamiaceae. Loài này được (Thunb.) Lehm. mô tả khoa học đầu tiên năm 1834.